# Valea Ciclovei - Ilidia
Valea Ciclovei - Ilidia este o arie protejată de interes național ce corespunde categoriei a IV-a IUCN (rezervație naturală de tip mixt), situată în județul Caraș-Severin, pe teritoriul administrativ al comunei Ciclova Română.

## Descriere
Rezervația naturală cu o suprafață de 1.865,60 ha, aflată în partea vestică a Munților Aninei, este inclusă în Parcul Național Cheile Nerei - Beușnița și a fost declarată arie protejată prin Legea Nr.5 din 6 martie 2000.

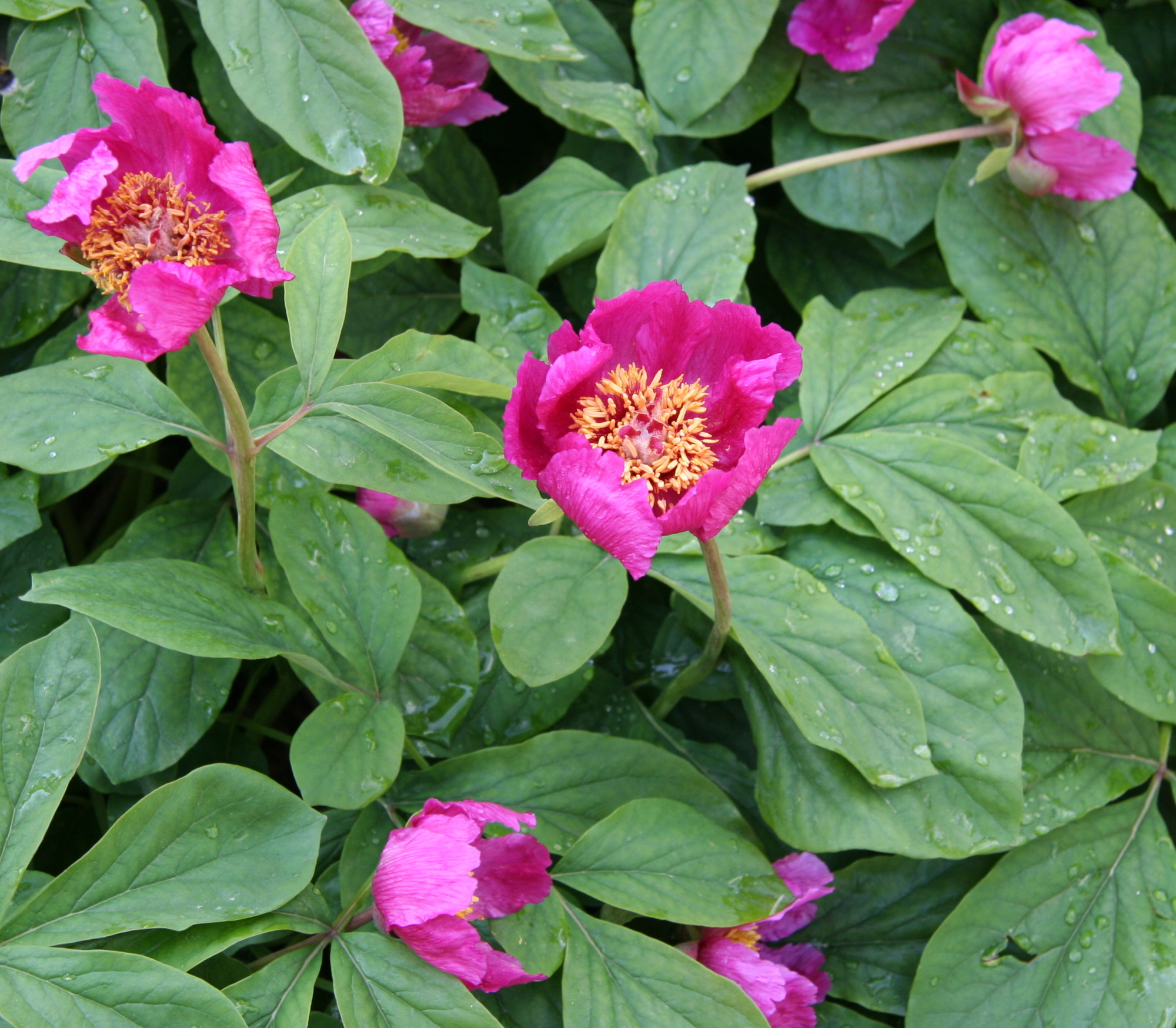
Bujor bănăţean (Paeonia mascula)

Aria naturală reprezintă o zonă cu abrupturi calcaroase, doline, lapiezuri, peșteri (Peștera Lenuța, Peștera de sub Padina Popii, Peștera Bijuteria), avene , grohotișuri, chei, cascade, ponoare, pajiști și păduri; cu floră (nuc, alun turcesc, vișin turcesc, cărpiniță, ghimpe, bujor bănățean) și faună (mamifere, păsări, reptile, broaște) specifică lanțului muntos al Munților Banatului.